# Goethestraße 9 (Mönchengladbach)

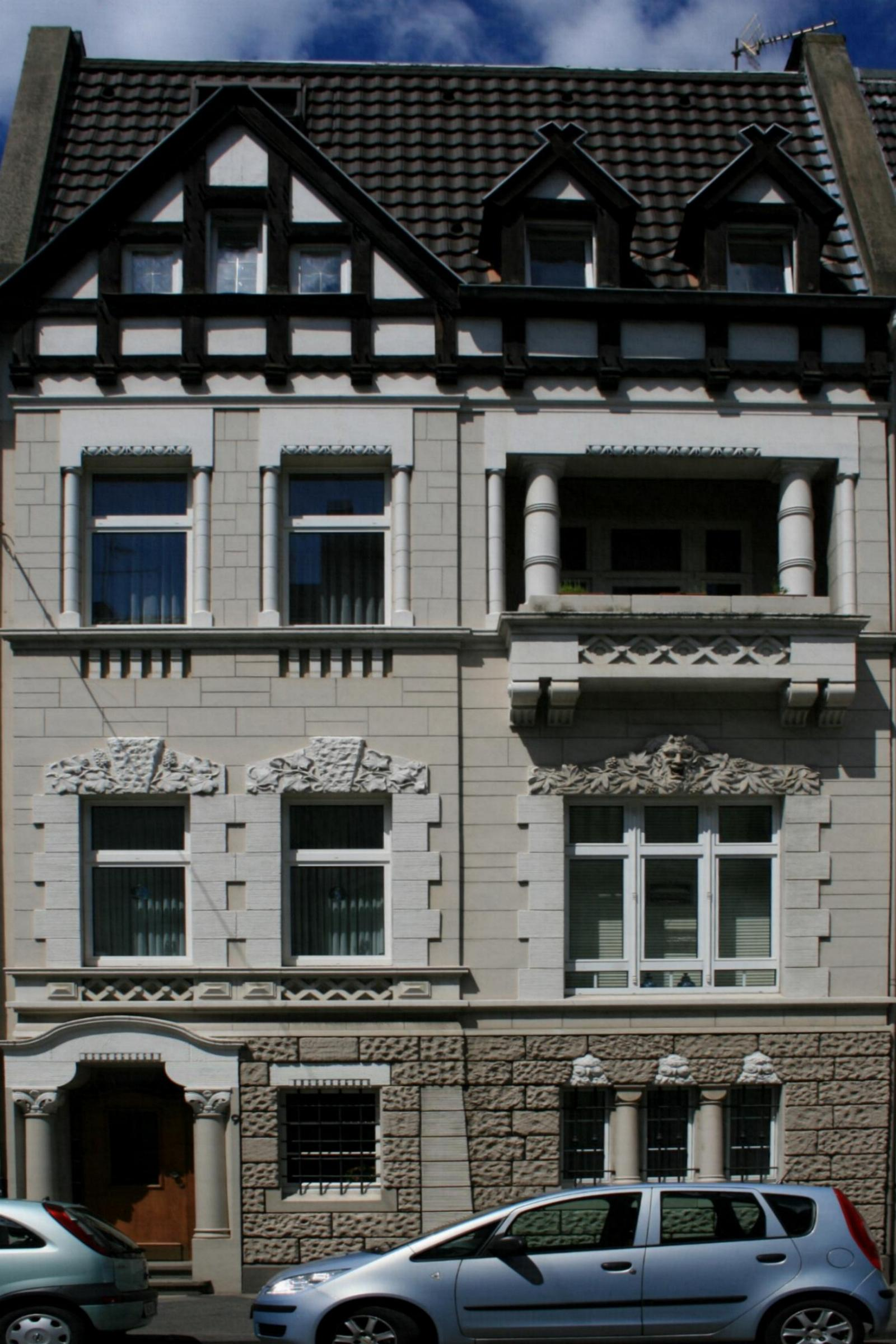
Wohnhaus (2010)

Das Wohnhaus Goethestraße 9 steht in Mönchengladbach (Nordrhein-Westfalen).
Das Gebäude wurde um 1900 erbaut. Es ist unter Nr. G 039 am 23. September 1992 in die Denkmalliste der Stadt Mönchengladbach eingetragen worden.

## Lage
Die Goethestraße ist ein um die Jahrhundertwende erbautes Wohngebiet südwestlich der Eickener Straße.

## Architektur
Es handelt sich um ein traufständiges, dreigeschossiges, dreiachsiges Wohnhaus unter Mansarddach mit Risalit und Zwerchhaus.